# Esenbeckia vazquezii
Esenbeckia vazquezii är en vinruteväxtart som beskrevs av Ramos & E.Martínez. Esenbeckia vazquezii ingår i släktet Esenbeckia och familjen vinruteväxter. Inga underarter finns listade i Catalogue of Life.